# Alessandro, Marquis de Maffei
Alessandro Scipione, Marquis de Maffei, italijanski maršal, * 3. oktober 1662, Verona, † januar 1730.
Zmagal je v bitki za Beograd leta 1717, zakar je bil povzdignjen v maršala.
Njego brat, Francesco Scipione, je bil arheolog.
1. 1 2 3 4  Record #118576097 // Gemeinsame Normdatei — 2012—2016.
2. 1 2  Becker R. Dizionario Biografico degli Italiani — 2006. — Vol. 67.
3. ↑  data.bnf.fr: platforma za odprte podatke — 2011.
4. ↑  Nacionalna zbirka normativnih podatkov Češke republike